# Всеиндийский конгресс инициативы масс
Всеиндийский конгресс инициативы масс (также известен как Конгресс Тринамул; англ. All India Trinamool Congress / All India Grassroots Congress, бенг. সর্বভারতীয় তৃণমূল কংগ্রেস) — индийская политическая партия, которая в основном оказывает влияние в штате Западная Бенгалия. Она была основана Маматой Банерджи 1 января 1998 года как отколовшаяся фракция от Индийского национального конгресса и быстро приобрела значимость в политике Западной Бенгалии под её руководством. В настоящее время партия управляет штатом Западная Бенгалия и является третьей по величине партией в Индии по количеству членов парламента, уступая только партиям Бхаратия джаната парти и Индийскому национальному конгрессу.
Партия одержала историческую победу на выборах в Законодательное собрание Западной Бенгалии в 2011 году, прервав 34-летнее правление Левого фронта, самого продолжительного в мире демократически избранного коммунистического правительства. Она получила трёхкратное большинство в законодательном собрании штата и является правящей партией в Западной Бенгалии с 20 мая 2011 года.

## Участие в выборах

### Парламентские выборы в Индии
| Год  | Лок сабха  | Глава партии    | Избираемые места | Занятые места в результате выборов | Мест +/- | Голосов % (по всей стране) | Колебания в голосовании | Ист.   |
| ---- | ---------- | --------------- | ---------------- | ---------------------------------- | -------- | -------------------------- | ----------------------- | ------ |
| 1998 | 12-й созыв | Мамата Банерджи | 29               | 7 из 543                           | ▲ 7      | 2.42%                      | ▬ Новые                 | [ 15 ] |
| 1999 | 13-й созыв | Мамата Банерджи | 29               | 8 из 543                           | ▲ 1      | 2.57%                      | ▲ 0.15%                 | [ 16 ] |
| 2004 | 14-й созыв | Мамата Банерджи | 33               | 2 из 543                           | ▼ 6      | 2.07%                      | ▼ 0.5%                  | [ 17 ] |
| 2009 | 15-й созыв | Мамата Банерджи | 26               | 19 из 543                          | ▲ 17     | 3.20%                      | ▲ 1.15%                 | [ 18 ] |
| 2014 | 16-й созыв | Мамата Банерджи | 131              | 34 из 543                          | ▲ 15     | 3.84%                      | ▲ 0.64%                 | [ 19 ] |
| 2019 | 17-й созыв | Мамата Банерджи | 62               | 22 из 543                          | ▼ 12     | 4.11%                      | ▲ 0.27%                 | [ 20 ] |
| 2024 | 18-й созыв | Мамата Банерджи |                  | 29 из 543                          | ▲ 7      | 4.37%                      | ▲ 0.26%                 |        |